# Euphorbia smithii
Euphorbia smithii là một loài thực vật thuộc họ Euphorbiaceae. Loài này có ở Oman và Yemen. Chúng hiện đang bị đe dọa vì mất môi trường sống.